# André Drut
Pour les articles homonymes, voir Drut (homonymie).
André Drut, né le 27 août 1764 à Lyon (Rhône), ville où il meurt le 4 février 1818, est un général français de la Révolution et de l’Empire.

## États de service
Il entre en service le 8 juin 1781, comme volontaire dans le régiment de Brie, il passe caporal le 21 août 1785, fourrier-écrivain le 15 octobre 1786, et sergent-major le 1er janvier 1791.
Le 8 octobre 1791, il rejoint en qualité d’adjudant le 1er bataillon de volontaires de l’Aisne, et il est nommé adjudant-major le 28 mai 1792 à l’armée du Nord. Il participe le 18 mars 1793, à la bataille de Neerwinden, et il est élevé au grade de chef de bataillon le 19 avril 1793.
Il est promu général de brigade le 1er août 1793, puis général de division le 3 septembre suivant. Il est suspendu de ses fonctions le 10 octobre 1794, et il est réintégré le 24 novembre 1794, comme général de brigade à l’armée des côtes de Brest. Il fait les campagnes de l’an III et IV en Vendée sous les ordres du général en chef Hoche. Il se distingue le 21 juillet 1795, à la bataille de Quiberon, et le 29 août 1795, il n’est pas compris dans la réorganisation des états-majors. Il est remis en activité provisoirement le 26 avril 1796, et il repasse en congé de réforme le 22 septembre 1796.
Il est appelé à l’activité le 2 novembre 1797, et le 23 février 1798, il devient commandant d’armes de la place de Lille. Le 11 mars 1800, il est envoyé à l’armée d’Italie, et il est réformé le 27 avril 1801. Commandant d’armes à Porto-Ferrajo le 27 août 1803, il est fait chevalier de la Légion d’honneur le 11 décembre 1803, et officier de l’ordre le 14 juin 1804.
Il est créé baron de l’Empire le 1er mars 1808, et il commande la place de Helder le 9 décembre 1811. Il démissionne le 1er septembre 1812, pour cause de maladie, et il reprend du service le 13 décembre 1813, comme commandant de la place de Gorkum. En février 1814, il exerce le commandement d’armes de la place de La Ferté-sous-Jouarre, et le 11 mars 1814, celui de la place de Meaux.
Lors de la première restauration, il est fait chevalier de Saint-Louis par le roi Louis XVIII. Il est admis à la retraite le 20 avril 1816.
Il meurt le 4 février 1818 à Lyon, et est enterré au cimetière de Loyasse.

## Sources
- (en) « Generals Who Served in the French Army during the Period 1789 - 1814: Eberle to Exelmans »
- Thierry Pouliquen, « Les généraux français et étrangers ayant servis [sic] dans la Grande Armée » (consulté le 20 mars 2015)
- « Cote LH/808/63 », base Léonore, ministère français de la Culture
- Vicomte Révérend, Armorial du premier empire, tome 2, Honoré Champion, libraire, Paris, 1897, p. 82.
- Étienne Charavay, Correspondance générale de Carnot, tome 3, imprimerie Nationale, 1897, p. 302.
- (pl) « Napoléon.org.pl »
- A. Lievyns, Jean Maurice Verdot, Pierre Bégat, Fastes de la Légion-d'honneur, biographie de tous les décorés accompagnée de l'histoire législative et réglementaire de l'ordre, Tome 3, Bureau de l’administration, janvier 1844, 529 p. (lire en ligne), p. 124.